# 田中譲
田中 譲（たなか ゆずる、1874年〈明治7年〉8月26日 - 1934年〈昭和9年〉5月16日）は、日本の政治家。衆議院議員（2期）。

## 経歴
和歌山県牟婁郡、のちの西牟婁郡周参見村（周参見町を経て現すさみ町）出身。1895年（明治28年）工手学校（現工学院大学）を卒業した。
福井、島根の各県の土木工手、農商務省営林技手となる。1905年（明治38年）松村組に入社。その後、大阪市議、大阪地方裁判所借地借家調停委員、(株)松村組社長、日本土木建築請負業者連合会本部理事、高木銀行、山本絹紡績各(株)取締役となる。
1924年（大正13年）第15回衆議院議員総選挙において大阪2区から実業同志会公認で立候補して当選した。1926年、選挙法違反で議員を退職。その後の再選挙に立候補し、再選された。1928年（昭和3年）第16回衆議院議員総選挙には立候補しなかった。1934年死去。

## 親族
- 兄 田中雄吉（松村組創業者）[4]